# Parafia Narodzenia Najświętszej Maryi Panny w Blizanowie
Parafia Narodzenia Najświętszej Maryi Panny w Blizanowie – parafia rzymskokatolicka należąca do dekanatu Stawiszyn diecezji kaliskiej. Została utworzona w 1380. Mieści się pod numerem 4. Prowadzą ją księża diecezjalni.